# Oborecký rybník
Oborecký rybník je rybník o rozloze vodní plochy 1,0 ha nalézající se na bezejmenném potoce v lese asi 2,5 km JVV od obce Horní Jelení, která se nachází v okrese Pardubice. Blízko leží rybníky Pětinoha a Hanzlíkovec. Založení dosud existujících i již zaniklých jelenských rybníků je přikládáno Vilémovi z Pernštejna, který koupil jelenské obce roku 1495, což je též nejstarší známá zmínka o Horním Jelení. Asi 100 m jižně od rybníka se při lesní cestě nalézá pomník nazývaný U letce vybudovaný na památku letecké katastrofy ze dne 9. srpna 1937.
Rybník je využíván pro chov ryb a současně je i stanovištěm mnoha druhů vodních ptáků např. kachna divoká, polák velký, často sem zalétá čáp černý či volavka popelavá. Žije zde vydra říční.

## Galerie

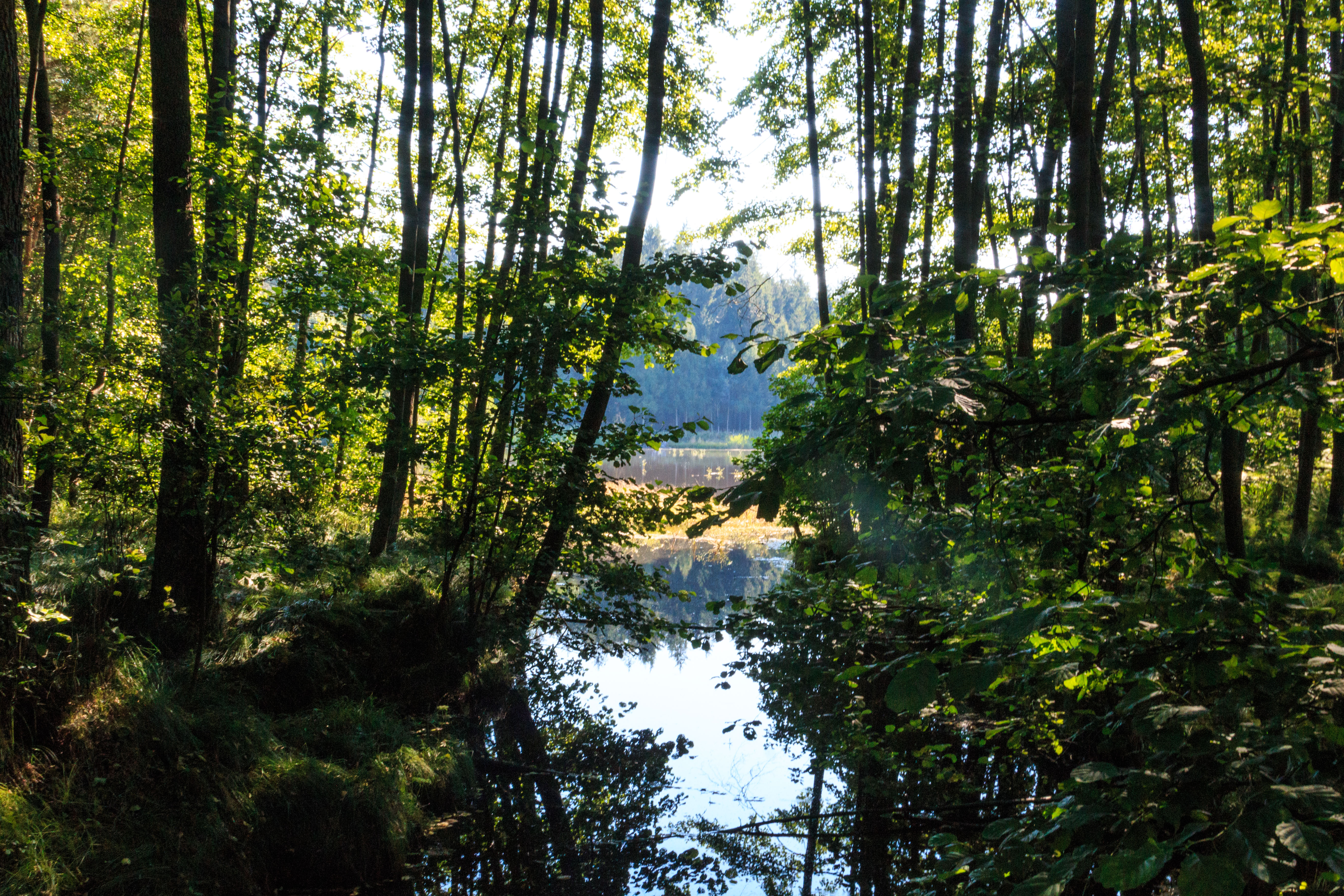
pohled na Oborecký rybník
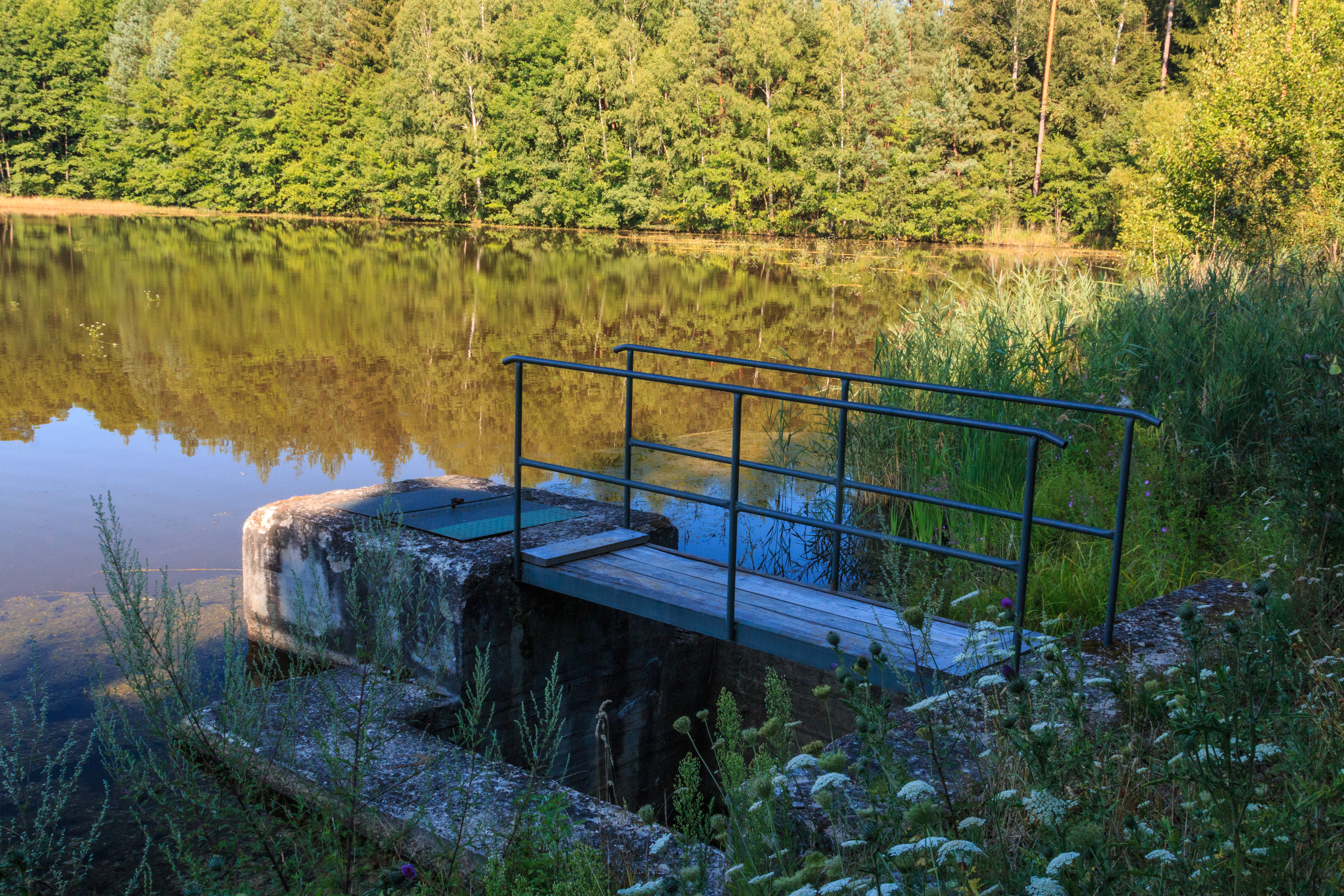
pohled na Oborecký rybník
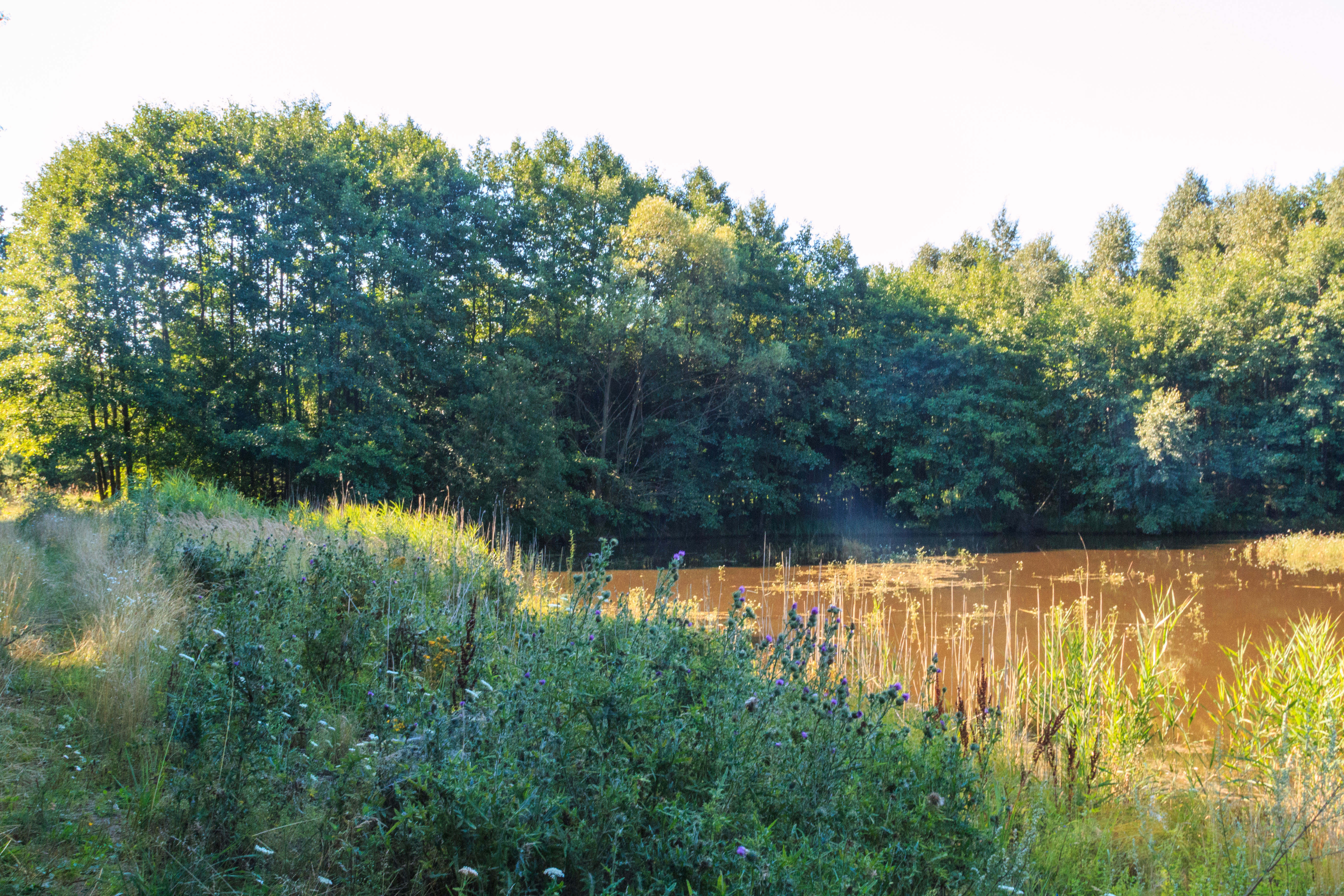
pohled na Oborecký rybník